# Морские котики (фильм)
«Морские котики» (англ. Navy SEALs, иногда «Морская пехота») — американский приключенческий боевик.

## Сюжет
Арабские террористы устраивают нападение на морское судно в акватории Средиземного моря. К нему прибывает американский военный вертолёт, поднятый с борта курсировавшего рядом авианосца. Как только вертолёт зависает над горящим судном из-за клубов дыма внезапно появляется катер с террористами на борту и сбивает вертолёт из крупнокалиберного пулемёта. Троих американских пилотов террористы захватывают в плен и помещают на свою базу в одном из средиземноморских портов.
Во время операции по спасению лётчиков капитан Курран (Майкл Бин) и его команда из состава 6-го оперативного отряда «Морские котики» обнаруживают, что арабские террористы хранят на своей базе американские ПЗРК «Стингер». Шин пытается взорвать штабели ящиков с ПЗРК ручной гранатой, однако, детонации не происходит.
В конце фильма группа Куррана высаживается с борта атомной подлодки и проникает в охваченный гражданской войной г. Бейрут, где арабские террористы хранят ПЗРК. Под покровом ночи они обнаруживают склад, уничтожают часовых и минируют помещение, где лежат ПЗРК. Утром один из арабских боевиков случайно обнаруживает сидящего в укрытии Шина и тот убивает его из пистолета. Из-за шума выстрела группа была обнаружена. В ходе перестрелки Курран был ранен в ногу. Спецназовцы под огнём уходят от здания и подрывают склад. После чего они реквизируют на одной из улиц проезжавший автомобиль «Мерседес» и под преследованием арабских боевиков, которые едут за ними на БТР-152, добираются до берега моря. Там следует финальная схватка в воде, в ходе которой Шин утопил лидера арабских террористов, а его напарники по группе уничтожили ручной гранатой лодку террористов. После чего остатки группы Куррана эвакуируются американской подлодкой.

## В ролях
- Чарли Шин — лейтенант Дейл Хокинс
- Майкл Бин — лейтенант Джеймс Курран
- Джоанн Уолли — Клэр Варренс
- Рик Россович — Джеймс Лири
- Сирил О’Рейлли — Джеймс Лири
- Билл Пэкстон — Флойд Дейн
- Деннис Хэйсберт — Уильям "Билли" Грэхем
- Пол Санчес — Рамос
- Марк Карлтон — Джим Элмор
- Уильям Корт — Эллиот Уэст
- Рональд Дж. Джозеф — капитан Райан Данн
- Айра Уилер — Уоррен Стинсон
- Ричард Венчур — контр-адмирал Колкер
- Эпата Меркерсон — Джолена

## Производство
Зимой 1986 года Бренда Фейген, в то время агент агентства Уильяма Морриса, была представлена Чаку Пфарреру через одного из своих клиентов. Пфаррер, действующий морской котик, который в свободное время писал сценарии, только что продал «Фабрику мошенников», сценарий о жизни Эрнеста Хемингуэя. Фейген призвал его написать сценарий, основанный на его опыте. После ухода из SEAL Пфаррер написал сценарий, который Фейген купил Orion Pictures, Warner Brothers и United Artists, надеясь создать войну торгов. В конечном итоге Орион купил сценарий, а Фейген выступил в качестве продюсера.
Фейген хотел, чтобы Ридли Скотт стал режиссером, но переговоры провалились. Продюсеры встретились с Роджером Дональдсоном, но ему не понравился сценарий, затем был нанят Ричард Маркуанд, но его смерть в 1987 году остановила пре-продакшн до тех пор, пока на замену не был привлечен Льюис Тиг.
Несколько сценаристов были привлечены для переписывания. Гэри Голдман вместе с Пфаррером написал новый черновик, вдохновленный фильмом 1961 года Пушки Навароне и фильмом 1982 года Офицер и джентльмен. Кевину Джарру предложили переписать сценарий, но сначала он отказался из-за забастовки писателей 1988 года. После окончания забастовки в августе 1988 года Жарр сдал свой черновик, который считался более сильным, но у продюсеров были опасения по поводу сценария, в основном из-за диалога, который был сочтен сексистским и лишенным глубины характера. Затем Анджело Пиццо был привлечен к конкретизации и развитию главных героев. Переписывание продолжалось в производстве, и, как сообщается, неуказанные в титрах сценаристы и даже актеры Чарли Шин и Майкл Бин переписывали сцены. В конечном итоге только Пфаррер и Голдман получили признание в финальном фильме.
Актеры прошли двухнедельный курс обучения в Северной Вирджинии, приняв участие в полевых маневрах и тренировках с оружием. Восемь бывших морских котиков были наняты в качестве технических консультантов для обучения актеров и время от времени выполнения трюков.
Съёмки начались осенью 1989 года в Вирджиния-Бич и недалеко от военно-морской базы Норфолк, в Норфолке, штат Вирджиния. В ноябре 1989 года съемки переместились на юг Испании, используя средиземноморские порты Тарифа, Кадис и Картахена. Испанский флот предоставил подводные лодки, линкоры и вертолеты, тогда как испанская армия предоставила танки, БТР и фоновые актеры. Выбранный из-за своей архитектуры мавританского возрождения, старый внутренний город Картахены заменял Бейрут, Ливан. Тиг использовал до семи съемочных групп, снимавших одновременно несколько боевых сцен.

## Прием

### Релиз
Морские котики были показаны в кинотеатрах 20 июля 1990 года.

### Сборы
Фильм не имел кассового успеха, дебютировав под номером 4 и собрав 6,5 миллиона долларов за первую неделю, в конечном итоге собрав 25 миллионов долларов внутри страны, что чуть больше заявленного бюджета в 20 миллион долларов.

### Критика
Фильм получил негативные отзывы критиков. На веб-сайте-агрегаторе обзоров Rotten Tomatoes фильм имеет 18-процентный рейтинг «гнилых», основанный на отзывах 33 критиков, которые резюмируются следующим образом: "невыигрышный пропагандистский фильм о вербовке в армию, в котором снимались Чарли Шин и Майкл Бин." Некоторые обзоры были более положительными: Allmovie отмечает, что «зрители, ищущие динамичные боевые сцены, не будут разочарованы». Фильм получил три звезды из четырех на британском телевидении Virgin.
Фильм имел больший успех на домашнем видео: 31 января 1991 года был выпущен VHS. Blu-ray был выпущен в 2009 году в США.
Майкл Бин выразил свою неприязнь к этому фильму в интервью 2012 года: «Мы хотели снять действительно хороший фильм, но он действительно оказался какой-то мешаниной и вообще не очень хорошим фильмом. ... да, это, вероятно, худший опыт в моей жизни - работа над этим фильмом ... Сценарий можно было бы сделать намного лучше, и вам просто не нравится видеть, как весь этот талант и страсть пропадают даром».
Фильм высмеивается в Клерках , когда персонаж Рэндалл жалуется на клиентов видеомагазина, которые «всегда выбирают самые интеллектуальные фильмы на полках», и показано, как один из них взволнованно реагирует на кассету с Морскими котиками.
Бывший оператор Морских котиков Энди Стампф в рецензии на фильм отмечает, что после начальной сцены, когда персонаж Чарли Шина «Хокинс» просыпается пьяным и с похмелья на пляже, это единственная реалистичная часть фильма, которая изображает жизнь в командах.